# James Halliday McDunnough
James Halliday McDunnough (10. května 1877, Toronto – 23. února 1962, Halifax) byl kanadský lingvista, hudebník a entomolog. Nejvíce se proslavil svou prací zaměřenou na severoamerické motýly. V entomologii se také zabýval severoamerickými jepicemi.

## Životopis
V mládí odcestoval McDunnough se svou matkou a tetou do Berlína, aby zde studoval klasickou hudbu pod vedením houslisty Josepha Joachima. Po sezóně, kterou strávil jako houslista symfonického orchestru ve skotském Glasgow, učil angličtinu v jedné ruské rodině, a poté se rozhodl změnit kariéru. V roce 1904 se kvůli studiu vrátil do Berlína, kde v roce 1909 získal doktorát ze zoologie.
Po návratu na severoamerický kontinent, pracoval krátce v Marine Biological Laboratory (česky Laboratoř mořské biologie) ve Woods Hole v Massachusetts. V té době se také oženil s Margaret Bertels, pocházející z Berlína. Brzy se mu naskytla důležitá pracovní příležitost. William Barnes, bohatý chirurg z Decaturu v Illinois, potřeboval entomologa, který by pracoval jako kurátor a badatel pro jeho soukromou sbírku severoamerických motýlů, která byla v té době pravděpodobně nejlepší sbírkou svého druhu.
V letech 1910 až 1919 McDunnough vydal, s Barnesem uváděným jako spoluautor, pozoruhodný počet prací zabývajících se taxonomií severoamerickými motýly. Celkem bylo těchto prací 67. Navíc v té době publikoval dalších devět článků samostatně pod svým jménem.
V roce 1918 strávil léto tím, že pomáhal Kanadské národní sbírce hmyzu (anglicky Canada National Collection of Insects), dnes známá jako Kanadská národní sbírka hmyzu, pavoukovců a háďátek (anglicky Canadian National Collection of Insects, Arachnids and Nematodes). Tato činnost ho přivedla k tomu, aby roku 1919 opustil dosavadní zaměstnání u Barnese a stal se vedoucím nově vznikajícího oddělení systematické entomologie při entomologickém odboru kanadského ministerstva zemědělství. Působil zde až do roku 1946.
Během těchto 28 let dohlížel na rozvoj kanadské národní entomologické sbírky na prvotřídní úložiště vzorků hmyzu a dalších členovců spolu s rozvojem rozsáhlé knihovny entomologických publikací. Také v té době prováděl terénní výzkum po celé Kanadě a publikoval 199 taxonomických prací.
V letech 1921 až 1938 byl také editorem časopisu The Canadian Entomologist, vydávaného Entomologickou společností Kanady (anglicky Entomological Society of Canada). Po odchodu do důchodu byl jmenován vědeckým spolupracovníkem v Americkém přírodovědném muzeu, kde pracoval od konce roku 1946 do roku 1950.
V roce 1950 se po smrti své ženy přestěhoval do Halifaxu v Novém Skotsku, kde se stal vědeckým spolupracovníkem Přírodovědného muzea Nového Skotska. Následujícího roku se stal prvním předsedou Lepidopterologické společnosti (anglicky Lepidopterists' Society). Poslední jeho práce byla publikována v roce 1962. V témže roce McDunnough zemřel ve věku 84 let.

## Dílo
- Contributions to the Natural History of the Lepidoptera of North America
- Check list of the Lepidoptera of Boreal America (1917)
- Illustrations of the North American Species of the Genus Catocala